# Montana stricta
Montana stricta ist eine Langfühlerschrecke aus der Unterfamilie der Tettigoniinae innerhalb der Überfamilie der Laubheuschrecken. Sie lebt in Italien und dem Westen der Balkanhalbinsel.

## Merkmale
Montana stricta erreicht eine Körperlänge von 12,5 bis 16 (Männchen) bzw. 15 bis 17 Millimeter (Weibchen). Die Art ähnelt in der Gestalt sehr den meisten anderen Arten der Gattungen Platycleis und Montana (und ebenso vielen Arten der Gattung Metrioptera): eine gelblichbraun bis graubraun gefärbte und gefleckte bzw. marmorierte Langfühlerschrecke, mit heller gefärbter Unterseite. Bei der Art sind die Seitenlappen (Paranota) des Halsschilds braun gefärbt, mit deutlich hell abgesetztem Vorder- und Hinterrand. Der Halsschild ist auf der Oberseite sehr flach gewölbt, nahezu eben, an den Seiten mit deutlichen Kanten, die nach vorn konvergieren, mit feinem, aber deutlichem Mittelkiel. Die Art ist immer langflügelig (makropter), die stärker sklerotisierten Vorderflügel (Tegmina) überragen bei der Art die Spitze des Hinterleibs, aber nicht die Hinterknie.
Zur genauen Bestimmung und Unterscheidung von den verwandten Arten sind die allgemeine Gestalt und Färbungsmerkmale nicht ausreichend. Sie ist im weiblichen Geschlecht an der Form der Subgenitalplatte erkennbar: Diese ist am Hinterrand deutlich ausgerandet (Unterschied zu Montana montana), ihre Seiten sind deutlich abgerundet. Der Ovipositor ist lang und schlank und verhältnismäßig wenig gebogen. Bei den Männchen ist die Form der Titillatoren (das sind bewegliche, hakenförmige Anhänge seitlich des Aedeagus, die bei der Kopulation als Klammerorgane dienen) charakteristisch. Die Cerci sind kurz, mit einem langen Endzahn, der Mittelzahn sitzt unter der Mitte.
Imagines werden im Spätsommer (Juli bis September) beobachtet, es gibt eine Generation pro Jahr.

## Lebensweise und Verbreitung
Die Art bevorzugt steppenartige, kurzrasige Lebensräume, sie tritt auch in spärlich bewachsenen Schotterfluren und Felsheiden auf.
Ihr Verbreitungsgebiet reicht von Italien über Slowenien, Kroatien, Bosnien und Herzegowina, Serbien bis Montenegro. Sie kommt auch auf Sardinien vor. Sie ist in Süd- und Mittelitalien, südlich bis Kalabrien, nördlich etwa bis Latium und Toskana, weit verbreitet. Am Gran Sasso d’Italia tritt sie in über 1500 Meter Meereshöhe auf. Aus Norditalien (Lombardei und Venetien) existieren nur ganz vereinzelte, inselartige Nachweise. Auf der Balkanhalbinsel reichen die Verbreitungsnachweise von Istrien im Norden bis Montenegro im Süden. Weitere Angaben, so etwa für Bulgarien, erwiesen sich als irrtümlich. Sie fehlt gänzlich in Mitteleuropa.
Die Art ist in Teilen ihres Verbreitungsgebiets recht häufig, zeigt aber regional klar rückläufige Bestandestrends. Sie wurde in der Roten Liste in der Kategorie „ungefährdet“ (least concern) eingeordnet. Rückgänge ergeben sich vor allem durch Intensivierung der landwirtschaftlichen Bodennutzung.

## Systematik und Taxonomie
Die Art wurde, als Decticus strictus durch den deutschen Entomologen Philipp Christoph Zeller erstbeschrieben, Typuslokalität ist die Stadt Rom. Ein Synonym ist Platycleis assimilis Fieber, 1853. Die Art gehört zur gut 20 Arten umfassenden Gattung Montana. Diese wurde lange Zeit als Untergattung von Platycleis aufgefasst, gilt aber heute als eigenständig. In älteren Werken ist die Art daher unter dem synonymen Namen Platycleis stricta aufgeführt.
Bei der Unterscheidung von Heuschreckenarten werden zunehmend Form und Muster der Gesänge der Männchen als taxonomisches Merkmal herangezogen, auf diese Weise wurden zahlreiche neue Arten (Kryptospezies) entdeckt. Die Art produziert Verse aus Reihen kurzer Silben, mit mehr oder weniger regelmäßig eingestreuten längeren; sie ist damit von einigen verwandten Arten nicht sicher unterscheidbar.